# Walter Baureis
Walter Philipp Baureis (* 22. April 1930 in Viernheim; † 22. Mai 2014) war ein deutscher Fußballspieler.

## Leben und Wirken
Seine Laufbahn startete Walter Baureis als Jugendlicher beim TSV Viernheim, wo er als Talent entdeckt und in verschiedene Auswahlmannschaften berufen wurde. Als 17-Jähriger schaffte er, inzwischen bei Amicitia Viernheim, den Sprung in die erste Mannschaft. Bald wurde auch der Karlsruher SC auf Baureis aufmerksam und verpflichtete ihn zur Saison 1953/54 für seinen Oberligakader. Der Verteidiger, der für seine Härte wie auch für seine Kopfballstärke bekannt war, gehörte bald zur Stammformation der Karlsruher und wurde langjähriger Mannschaftskapitän. Er erlebte ab Mitte der 1950er Jahre die erfolgreiche Zeit den KSC mit dem Pokalsiegen 1955 (gegen FC Schalke 04 3:2) und 1956 (gegen den Hamburger SV 3:1) und dem Einzug in das Meisterschaftsfinale 1956, das mit 2:4 gegen Borussia Dortmund verloren ging.
Baureis bestritt für den KSC zwischen 1953 und 1959 167 Spiele in der Oberliga Süd, wobei ihm kein einziges Tor gelang. Im März 1955 kam er zu einem Einsatz in der B-Auswahl der deutschen Nationalelf (1:1 gegen England). In einem Repräsentativspiel der Vertragsspieler von Südwest gegen Nordbaden am 1. Mai 1957 in Ludwigshafen (2:3) verteidigte Baureis an der Seite von Fritz Rößling.
Nach seiner aktiven Karriere war Baureis als Trainer im Amateurbereich tätig. Im April 1978 sprang er, nachdem Rolf Schafstall beim Zweitligisten KSC entlassen worden war, kurzzeitig bis Saisonende als Trainer ein.
Walter Baureis war Ehrenmitglied und Träger des Ehrenrings des Karlsruher SC und lebte zuletzt in Stutensee-Blankenloch.